# Leopold Grausam (Fußballspieler)
Leopold Grausam (* 29. Juni 1943 in Pressbaum; † 8. September 2023) war ein österreichischer Fußballspieler.

## Karriere
Der erste Verein von Stürmer Leopold Grausam war der FC Hellas Kagran, bei dem er von 1953 bis 1956 spielte. Anschließend wechselte er nach Pressbaum zum SV Pressbaum und kam schließlich 1958 in die Nachwuchsabteilung des SK Rapid Wien. Von Rapid wurde er in der Saison 1962/63 an den SV Philips Wien verliehen, bei dem er in der drittklassigen Wiener Landesliga spielte. Das Debüt im Rapiddress in der A-Liga absolvierte Leopold Grausam gegen den Kapfenberger SV am 10. November 1963 glänzend, denn beim 5:0-Heimsieg erzielte er vier Treffer und erinnerte damit an Rapid-Stürmer Josef Bican, dem bei seiner Premiere dasselbe gelungen war.
Mit Rapid war Leopold Grausam in dieser Zeit sehr erfolgreich. Bereits in seiner ersten Saison 1963/64 wurde er österreichischer Meister, 1966/67 und 1967/68 kam er zwei weitere Male in den Genuss der gewonnenen Meisterschaft; hinzu kamen noch zwei ÖFB-Cupsiege 1968 und 1969. Sein Debüt in der österreichischen Nationalmannschaft unter Béla Guttmann durfte er bereits am 12. April 1964 gegen die Niederlande geben. Leopold Grausam selbst wurde 1967 bei der ersten Krone-Fußballerwahl zu Österreichs Fußballer des Jahres gewählt. In der EM-Qualifikation ’68 schoss er zwar sowohl den Siegtreffer beim 2:1 gegen Finnland als auch das Tor beim 1:0 gegen die Sowjetunion, allerdings hatte man in der Gesamtabrechnung gegen Letztere das Nachsehen.
1970 wechselte er für eine Saison zum FC Wacker Innsbruck, die mit Grausams viertem Meistertitel sehr erfolgreich verlief. International machte er von sich reden, als er am 21. Oktober 1970 den Siegtreffer beim 1:0 gegen Real Madrid im Europacup der Cupsieger erzielte. Obgleich er mit Rapid zweimal ein Europapokal-Viertelfinale erreicht hatte, war dies sein vielleicht größter internationaler Erfolg auf Vereinsebene. Nach einer weiteren Saison 1971/72 beim Linzer ASK ließ Leopold Grausam seine Karriere schließlich in der Schweizer Nationalliga A beim FC Grenchen und in der österreichischen Regionalliga Ost beim SV Rechnitz ausklingen.
In den 1980er Jahren war Grausam als Trainer beim Floridsdorfer AC und auch beim SC Tulln tätig.
Am 8. September 2023 starb Grausam im Alter von 80 Jahren.

## Erfolge
- 2 × Europapokal-Viertelfinale: 1967 (CC), 1969 (CM)
- 1 × Fußballer des Jahres: 1967
- 4 × Österreichischer Meister: 1964, 1967, 1968, 1971
- 2 × Österreichischer Cupsieger: 1968, 1969
- 8 Länderspiele und 3 Tore für die österreichische Fußballnationalmannschaft von 1964 bis 1967